# Struttura fine
In meccanica quantistica e fisica atomica la struttura fine si riferisce agli effetti sui livelli energetici degli atomi prodotti dalle correzioni all'hamiltoniana. Tali effetti sono le correzioni relativistiche, che nella meccanica quantistica relativistica sono derivate esplicitamente nell'equazione di Dirac, l'introduzione dello spin elettronico, che introduce un quarto grado di libertà interno dell'atomo e la sua interazione con il momento angolare orbitale, e la correzione dovuta al termine di Darwin. Correzioni di ordine superiore, legati all'interazione dell'elettrone con il momento magnetico e il quadrupolo elettrico del nucleo, sono invece note come struttura iperfine.

## Introduzione
Un atomo idrogenoide è un atomo con un solo elettrone, come l'atomo di idrogeno. Esso ha un nucleo di massa M e carica {\displaystyle +Ze} con Z numero atomico ed e carica dell'elettrone, intorno al quale ruota un solo elettrone di massa m e carica e. L'elettrone si muove quindi in un campo coulombiano attrattivo, e il problema si studia come un problema dei due corpi, dove le particelle effettuano un moto in un campo centrale.

L'hamiltoniana del sistema è data da:
{\displaystyle H_{0}=-{\frac {\hbar ^{2}}{2(M+m)}}\nabla _{cm}^{2}-{\frac {\hbar ^{2}}{2\mu }}\nabla _{rel}^{2}+V(x,y,z)}
dove abbiamo usato il pedice cm per il moto del centro di massa e il pedice rel per il moto relativo. Il primo termine dell'hamiltoniano rappresenta l'energia cinetica dell'atomo inteso come moto del centro di massa, il secondo termine invece rappresenta l'energia cinetica della massa ridotta {\displaystyle \mu =Mm/(M+m)} e il terzo termine l'energia potenziale coulombiana cui è soggetta la massa ridotta. La soluzione dell'equazione di Schrödinger si fattorizza in una funzione d'onda del centro di massa, che è descritto come particella libera, e una funzione d'onda della massa ridotta:
{\displaystyle \psi (r,\theta ,\varphi )=R_{n,l}(r)Y_{lm}(\theta ,\varphi )}
dove {\displaystyle Y_{lm}(\theta ,\varphi )} rappresenta la soluzione della parte angolare della funzione d'onda in forma di armoniche sferiche e legato al momento angolare orbitale dell'atomo. La soluzione {\displaystyle R_{n,l}(r)} della parte radiale dell'equazione:
{\displaystyle \left[-{\frac {\hbar ^{2}}{2\mu }}{\frac {1}{r^{2}}}{\frac {d}{dr}}r^{2}{\frac {d}{dr}}+V_{eff}\right]R_{n,l}(r)=ER_{n,l}(r)}
dove
{\displaystyle V_{\text{eff}}={\frac {l(l+1)\hbar ^{2}}{2\mu r^{2}}}-{\frac {1}{4\pi \varepsilon _{0}}}{\frac {Ze^{2}}{r}}}
è il potenziale efficace. La soluzione dell'equazione radiale è:
{\displaystyle R_{n,l}(r)=N_{n,l}\left({\frac {2Zr}{na}}\right)^{l}e^{-{\frac {Zr}{na}}}L_{n+l}^{2l+1}\left({\frac {2Zr}{na}}\right)}
dove
{\displaystyle a={\frac {4\pi \varepsilon _{0}\hbar ^{2}}{\mu l^{2}}}={\frac {a_{0}m}{\mu }}}
è il raggio di Bohr modificato rispetto ad {\displaystyle a_{0}}, modificato perché si sta considerando la massa ridotta e non la massa effettiva dell'elettrone; n è il numero quantico principale, {\displaystyle \textstyle L_{n+l}^{2l+1}({\frac {2Zr}{na}})} sono i polinomi di Laguerre ed {\displaystyle N_{nl}} è una costante di normalizzazione. Gli autovalori dell'energia sono:
{\displaystyle E_{n}=-{\frac {1}{2n}}\left({\frac {Ze^{2}}{4\pi \varepsilon _{0}}}\right)^{2}{\frac {\mu }{\hbar ^{2}}}=-{\frac {e^{2}}{4\pi \varepsilon _{0}a}}{\frac {Z}{2n^{2}}}=-{\frac {1}{2}}\mu c^{2}{\frac {(Z\alpha )^{2}}{n^{2}}}}
dove abbiamo esplicitato la costante di struttura fine {\displaystyle \alpha }.

La funzione d'onda non è completa, in quanto non contiene lo spin, che non influisce sull'hamiltoniana e pertanto può essere trattato separatamente, rendendo possibile la fattorizzazione:
{\displaystyle \Psi _{n,l,m,m_{s}}(q)=\psi _{n,l,m}({\vec {r}})\chi _{1/2,m_{s}}}
dove {\displaystyle \chi _{1/2,m_{s}}} è il termine di spin. L'introduzione della dipendenza da q è dovuta al fatto che la funzione d'onda totale dipende, oltre che dalle coordinate spaziali, anche da quelle di spin. Per l'elettrone lo spin è {\displaystyle 1/2} mentre la sua proiezione sull'asse {\displaystyle {\hat {z}}} è {\displaystyle \pm 1/2}, a seconda che sia parallela o antiparallela alla direzione dell'asse {\displaystyle {\hat {z}}}: quest'ultima introduce un quarto numero quantico, il numero quantico di spin {\displaystyle m_{s}}.

## Correzioni all'equazione di Schrödinger per gli idrogenoidi
Nella trattazione della struttura fine dei livelli energetici, l'operatore hamiltoniano è influenzato dagli effetti relativistici e dallo spin. In particolare per gli idrogenoidi tali correzioni possono essere trattate con metodi approssimati (perturbativi o variazionali), data la relativa facilità di trattazione del comportamento di un singolo elettrone.
Data l'hamiltoniana per l'elettrone (dove ritorniamo alla massa {\displaystyle m} che volendo si può ricondurre alla massa ridotta con una semplice sostituzione)
{\displaystyle H_{0}={\frac {{\boldsymbol {p}}^{2}}{2m}}+V(r)={\frac {{\boldsymbol {p}}^{2}}{2m}}-{\frac {Ze^{2}}{4\pi \varepsilon _{0}}}{\frac {1}{r}}}
dove {\displaystyle r\equiv \vert {\boldsymbol {r}}\vert }, introduciamo le correzioni come perturbazioni rispetto ad {\displaystyle H_{0}}.
{\displaystyle H=H_{0}+H_{1}+H_{2}+H_{3}\ }
dove
{\displaystyle H_{1}=-{\frac {{\boldsymbol {p}}^{4}}{8m^{3}c^{2}}}}
è la correzione relativistica all'energia cinetica,
{\displaystyle H_{2}={\frac {1}{2m^{2}c^{2}}}{\frac {1}{r}}{\frac {dV}{dr}}{\boldsymbol {L}}\cdot {\boldsymbol {S}}}
è il termine di interazione spin-orbita (o più semplicemente di spin-orbita) detto anche spin-orbitale, che compare nell'hamiltoniana dell'atomo di idrogeno quando si considera l'accoppiamento dello spin dell'elettrone con il momento angolare orbitale causato dal moto dell'elettrone attorno al nucleo, e, infine
{\displaystyle H_{3}={\frac {\hbar ^{2}}{8m^{2}c^{2}}}\nabla ^{2}V(r)={\frac {\pi \hbar ^{2}}{2m^{2}c^{2}}}\left({\frac {Ze^{2}}{4\pi \varepsilon _{0}}}\right)\delta (r)}
è il termine di Darwin, che prende il nome dal fisico britannico Charles Galton Darwin in cui si è tenuto conto della relazione {\displaystyle \textstyle \nabla ^{2}{\frac {1}{r}}=-4\pi \delta ^{3}({\boldsymbol {r}})}, e che in coordinate sferiche restituisce proprio l'uguaglianza {\displaystyle \textstyle \nabla ^{2}{\frac {1}{r}}=-4\pi \delta (r)}.

L'operatore hamiltoniano totale è dunque:
{\displaystyle H={\frac {{\boldsymbol {p}}^{2}}{2m}}-{\frac {Ze^{2}}{4\pi \varepsilon _{0}}}{\frac {1}{r}}-{\frac {{\boldsymbol {p}}^{4}}{8m^{3}c^{2}}}+{\frac {1}{2m^{2}c^{2}}}{\frac {1}{r}}{\frac {dV}{dr}}{\boldsymbol {L}}\cdot {\boldsymbol {S}}+{\frac {\pi \hbar ^{2}}{2m^{2}c^{2}}}\left({\frac {Ze^{2}}{4\pi \varepsilon _{0}}}\right)\delta (r)}
Se si è in presenza di un campo magnetico {\displaystyle \mathbf {B} } esterno, a queste correzioni va aggiunto il termine di interazione magnetica, cioè l'interazione con il momento magnetico di spin {\displaystyle H_{\text{magn}}=-\mathbf {\mu } \cdot \mathbf {B} }.
In generale i termini che riguardano la correzione relativistica dell'hamiltoniana e quello di Darwin sono trascurabili rispetto agli altri. Usando la teoria delle perturbazioni indipendenti dal tempo si può risolvere l'equazione di Schrödinger con approssimazioni di tipo diverso, almeno per quanto riguarda i termini con campo magnetico.
L'immediata conseguenza dell'introduzione dei termini correttivi sull'energia è quella di modificare i livelli energetici degli atomi, in particolare la struttura fine mostrerà come questi termini abbassino i livelli di energia dell'hamiltoniano imperturbato, e allo stesso tempo di rimuovere parzialmente la degenerazione dei livelli energetici dell'atomo di idrogeno senza correzioni. Di seguito si esaminano separatamente i tre contributi usando la teoria perturbativa indipendente dal tempo.

### Termine relativistico
Il termine relativistico deriva direttamente dallo sviluppo in serie dell'energia cinetica del sistema fisico nel sistema di riferimento del centro di massa riscritta in forma relativistica (mentre per l'atomo di idrogeno semplice l'energia era stata scritta nella forma classica), ossia
{\displaystyle E_{K}={\sqrt {c^{2}{\vec {p}}^{2}+m^{2}c^{4}}}-mc^{2}=mc^{2}{\sqrt {1+{\frac {{\vec {p}}^{2}}{m^{2}c^{2}}}}}-mc^{2}={\frac {1}{2}}{\frac {{\vec {p}}^{2}}{m}}-{\frac {1}{8}}{\frac {{\vec {p}}^{4}}{m^{3}c^{2}}}+O\left[\left({\frac {{\vec {p}}^{2}}{m^{2}c^{2}}}\right)^{3}\right]}
valido per {\displaystyle {\vec {p}}^{2}/(m^{2}c^{2})<1} (condizione soddisfatta per l'elettrone che, essendo una particella con massa, non può uguagliare o superare la velocità della luce) e troncato al secondo ordine. Notiamo che l'energia della particella a riposo {\displaystyle E_{\text{riposo}}=mc^{2}} è stata tolta per calcolare la sola energia cinetica, di cui stiamo considerando adesso la forma relativistica.
Considerando che nel termine di correzione relativistico {\displaystyle H_{1}=-{p^{4}}/({8m^{3}c^{2}})} non appare la variabile di spin si hanno le seguenti relazioni di commutazione:
{\displaystyle [H_{1},L]=[H_{1},L_{z}]=[H_{1},S_{z}]=0\ }
cioè {\displaystyle H_{1}} è diagonale nella base degli operatori {\displaystyle L,L_{z},S,S_{z}} per cui i numeri quantici {\displaystyle l,m,m_{s}} sono "buoni" numeri quantici per la funzione d'onda. Calcoliamo lo shift (spostamento) di energia utilizzando la teoria perturbativa: sappiamo che al primo ordine dobbiamo semplicemente calcolare il valore medio di {\displaystyle H_{1}} sulla base delle autofunzioni non perturbate {\displaystyle \psi _{0}=\psi _{nlm}} di {\displaystyle H_{0}}:
{\displaystyle \Delta E_{1}=\left\langle \psi _{0}\left|-{\frac {p^{4}}{8m^{3}c^{2}}}\right|\psi _{0}\right\rangle =-{\frac {1}{2mc^{2}}}\left\langle \psi _{0}\left|\left({\frac {p^{2}}{2m}}\right)^{2}\right|\psi _{0}\right\rangle =-{\frac {1}{2mc^{2}}}\left\langle \psi _{0}\left|\left(H_{0}+{\frac {Ze^{2}}{r}}\right)\left(H_{0}+{\frac {Ze^{2}}{r}}\right)\right|\psi _{0}\right\rangle }
Risolvendo:
{\displaystyle \Delta E_{1}=-{\frac {1}{2mc^{2}}}\left[E_{n}^{2}+2E_{n}Ze^{2}\left\langle {\frac {1}{r}}\right\rangle +Z^{2}e^{4}\left\langle {\frac {1}{r^{2}}}\right\rangle \right]}
Per quanto riguarda i valori medi nella parentesi si può vedere nell'atomo di Idrogeno che:
{\displaystyle \left\langle \psi _{0}\left|{\frac {1}{r}}\right|\psi _{0}\right\rangle ={\frac {Z}{a_{\mu }n^{2}}}}
{\displaystyle \left\langle \psi _{0}\left|{\frac {1}{r^{2}}}\right|\psi _{0}\right\rangle ={\frac {Z^{2}}{a_{\mu }^{2}n^{3}\left(l+{\frac {1}{2}}\right)}}}
quindi:
{\displaystyle \Delta E_{1}=-{\frac {1}{2mc^{2}}}\left[\left({\frac {mc^{2}Z^{2}\alpha ^{2}}{2n^{2}}}\right)^{2}-2Ze^{2}{\frac {mc^{2}Z^{2}\alpha ^{2}}{2n^{2}}}\left({\frac {Z}{a_{\mu }n^{2}}}\right)+Z^{2}e^{4}{\frac {Z^{2}}{a_{\mu }^{2}n^{3}(l+1/2)}}\right]}
dove {\displaystyle \alpha } è la costante di struttura fine, {\displaystyle a_{\mu }} è il raggio di Bohr modificato per la massa ridotta. In definitiva:
{\displaystyle \Delta E_{1}=-E_{n}\left({\frac {Z\alpha }{n}}\right)^{2}\left[{\frac {3}{4}}-{\frac {n}{l+1/2}}\right]}
L'ordine di grandezza della correzione è:
{\displaystyle {\frac {H_{1}}{H_{0}}}\simeq Z^{2}\alpha ^{2}}

### Termine di spin-orbita
Lo spin dell'elettrone risente del campo magnetico generato dal suo stesso moto orbitale attorno al nucleo atomico, ciò provoca un'interazione tra lo spin ed il momento angolare orbitale che genera un termine di correzione all'hamiltoniana. Dato il potenziale centrale e la sua derivata rispetto alla distanza dall'origine del sistema di riferimento:
{\displaystyle V(r)=-{\frac {Ze^{2}}{4\pi \varepsilon _{0}r}}\qquad {\text{e}}\qquad {\frac {dV(r)}{dr}}={\frac {Ze^{2}}{4\pi \varepsilon _{0}r^{2}}}}
l'interazione spin-orbita si manifesta con il termine:
{\displaystyle \xi (r)={\frac {1}{2m^{2}c^{2}}}{\frac {1}{r}}{\frac {dV(r)}{dr}}={\frac {1}{2m^{2}c^{2}}}{\frac {Ze^{2}}{4\pi \varepsilon _{0}r^{3}}}}
in modo che la correzione sia:
{\displaystyle H_{2}=\xi (r){\vec {L}}\cdot {\vec {S}}}
Qui {\displaystyle {\vec {L}}} rappresenta il momento angolare orbitale e {\displaystyle {\vec {S}}} quello di spin. Ora:
{\displaystyle [L^{2},H_{2}]=0}
ma:
{\displaystyle [{\vec {L}}\cdot {\vec {S}},L_{z}]\neq 0}
{\displaystyle [{\vec {L}}\cdot {\vec {S}},S_{z}]\neq 0}
quindi i numeri quantici {\displaystyle l,m,m_{s}} non sono più buoni numeri quantici. Dobbiamo introdurre il momento angolare totale {\displaystyle {\vec {J}}={\vec {L}}+{\vec {S}}} e la sua proiezione lungo l'asse z {\displaystyle {\vec {J}}_{z}}, in tal caso:
{\displaystyle J^{2}=(L+S)^{2}=L^{2}+S^{2}+2L\cdot S}
dalla quale:
{\displaystyle L\cdot S={\frac {J^{2}-L^{2}-S^{2}}{2}}}
Siccome gli operatori {\displaystyle H_{0},J^{2},L^{2},S^{2},J_{z}} commutano e i loro autovalori sono {\displaystyle n,\hbar ^{2}j(j+1),\hbar ^{2}l(l+1),\hbar ^{2}s(s+1),m_{j}\hbar } possiamo scegliere la funzione d'onda imperturbata come:
{\displaystyle \psi _{nljm_{j}}(q)}
dove sappiamo che {\displaystyle s=1/2} quindi i nuovi numeri quantici {\displaystyle j=l\pm {\frac {1}{2}}} per {\displaystyle l\neq 0} e {\displaystyle j={\frac {1}{2}}} per {\displaystyle l=0}, inoltre {\displaystyle m_{j}=-j,-j+1,\cdots ,j}. Sulla base di questi numeri quantici calcoliamo:
{\displaystyle \Delta E_{2}=\left\langle \psi _{nljm_{j}}\left|\xi (r){\frac {1}{2}}[J^{2}-L^{2}-S^{2}]\right|\psi _{nljm_{j}}\right\rangle }
cioè:
{\displaystyle \Delta E_{2}={\frac {\hbar ^{2}}{2}}\langle \xi (r)\rangle \left[j(j+1)-l(l+1)-{\frac {3}{4}}\right]}
Vediamo come calcolare il valore medio di {\displaystyle \xi (r)}:
{\displaystyle \langle \xi (r)\rangle ={\frac {1}{2m^{2}c^{2}}}{\frac {Ze^{2}}{4\pi \varepsilon _{0}}}\left\langle {\frac {1}{r^{3}}}\right\rangle ={\frac {1}{2m^{2}c^{2}}}{\frac {Ze^{2}}{4\pi \varepsilon _{0}}}{\frac {Z^{3}}{a_{\mu }^{3}n^{3}l\left(l+{\frac {1}{2}}\right)(l+1)}}}
Come si vede bene il termine di spin-orbita sparisce per {\displaystyle {\vec {L}}=0}. In definitiva per {\displaystyle l\neq 0}:
{\displaystyle \Delta E_{2}=-E_{n}{\frac {Z^{2}\alpha ^{2}}{2nl\left(l+{\frac {1}{2}}\right)(l+1)}}\cdot l\,\,\,{\mbox{ per }}j=l+{\frac {1}{2}}}
{\displaystyle \Delta E_{2}=-E_{n}{\frac {Z^{2}\alpha ^{2}}{2nl\left(l+{\frac {1}{2}}\right)(l+1)}}\cdot (-l-1)\,\,\,{\mbox{ per }}j=l-{\frac {1}{2}}}
a seconda del valore della proiezione del momento angolare {\displaystyle J_{z}}, cioè dello spin.

### Termine di Darwin
Il termine di Darwin:
{\displaystyle H_{3}={\frac {\pi \hbar ^{2}}{2m^{2}c^{2}}}\left({\frac {Ze^{2}}{4\pi \varepsilon _{0}}}\right)\delta (r)}
si applica solo quando {\displaystyle l=0} e non agisce sulle variabili di spin. Il calcolo perturbativo si deve eseguire sulla funzione {\displaystyle \psi _{n00}}:
{\displaystyle \Delta E_{3}={\frac {\pi \hbar ^{2}}{2m^{2}c^{2}}}{\frac {Ze^{2}}{4\pi \varepsilon _{0}}}\langle \psi _{n00}|\delta (r)|\psi _{n00}\rangle ={\frac {\pi \hbar ^{2}}{2m^{2}c^{2}}}{\frac {Ze^{2}}{4\pi \varepsilon _{0}}}|\psi _{n00}|^{2}={\frac {1}{2}}mc^{2}{\frac {Z^{2}\alpha ^{2}}{n^{2}}}{\frac {Z^{2}\alpha ^{2}}{n}}=-E_{n}{\frac {Z^{2}\alpha ^{2}}{n}}}
In definitiva:
{\displaystyle \Delta E_{3}=-E_{n}{\frac {Z^{2}\alpha ^{2}}{n}}}

### Struttura fine
Sommando in definitiva tutti e tre i contributi all'hamiltoniana e contando anche la parte dell'hamiltoniana contenente l'energia cinetica e quella potenziale coulombiana dell'elettrone, si ha:
{\displaystyle E_{n,j}=E_{n}\left[1+{\frac {Z^{2}\alpha ^{2}}{n^{2}}}\left({\frac {n}{\left(j+{\frac {1}{2}}\right)}}-{\frac {3}{4}}\right)\right]}
dove al solito l'energia {\displaystyle E_{n}} è quella dell'{\displaystyle n}-esimo livello dell'atomo di idrogeno privo di perturbazioni. Dunque, da una parte si rimuove la degenerazione su {\displaystyle j} mentre permane la degenerazione su {\displaystyle l} associato allo stesso {\displaystyle j}, facendo vedere la struttura fine dei livelli energetici. Dall'altra in termini energetici {\displaystyle |\Delta E_{n,j}|} aumenta quando {\displaystyle Z} aumenta e diminuisce quando {\displaystyle n} o {\displaystyle j} aumentano, dunque si ha che lo splitting dei livelli energetici corrispondenti a stesso numero quantico {\displaystyle n} avviene sempre verso il basso a causa della presenza di {\displaystyle j} nell'espressione dell'energia della struttura fine degli idrogenoidi.

## Effetto Zeeman
La presenza di campo magnetico statico interagisce con i momenti magnetici angolari e di spin, infatti:
{\displaystyle \mathbf {\mu } =\mathbf {\mu _{l}} +\mathbf {\mu _{s}} =-{\frac {\mu _{B}}{\hbar }}\left(\mathbf {L} +2\mathbf {S} \right)}
dove il fattore 2 davanti ad {\displaystyle \mathbf {S} } è dovuto al fattore giromagnetico dell'elettrone. L'energia di interazione è:
{\displaystyle \Delta U_{B}=-\mathbf {\mu } \cdot \mathbf {B} }
dove prendiamo {\displaystyle \mathbf {B} =B\mathbf {z} }. Prendiamo l'hamiltoniano idrogenoide trascurando i termini relativistici e di Darwin e scriviamo l'equazione di Schrödinger:
{\displaystyle \left[-{\frac {\hbar ^{2}}{2m}}\nabla ^{2}+V(r)+\xi (r)\mathbf {L} \cdot \mathbf {S} +{\frac {\mu _{B}}{\hbar }}\left(\mathbf {L} +2\mathbf {S} \right)\cdot \mathbf {B} \right]\psi (r)=E\cdot \psi (r)}
dove consideriamo con m la massa dell'elettrone e non la massa ridotta, cioè considerando la massa del nucleo infinita. In questo caso si può risolvere attraverso varie approssimazioni a seconda dell'intensità del campo magnetico.

### Campo magnetico ultraforte
Per campi magnetici {\displaystyle B>Z^{4}} Tesla si può trascurare il termine di spin-orbita:
{\displaystyle \left[-{\frac {\hbar ^{2}}{2m}}\nabla ^{2}-{\frac {Ze^{2}}{4\pi \varepsilon _{0}r}}+{\frac {\mu _{B}}{\hbar }}\left(L_{z}+2S_{z}\right)\cdot B_{z}\right]\psi (r)=E\cdot \psi (r)}
Le autofunzioni {\displaystyle \psi _{n,l,m,m_{s}}} sono ancora autofunzioni di {\displaystyle L_{z}} ed {\displaystyle S_{z}}, non essendoci spin-orbita, allora:
{\displaystyle E_{nlmm_{s}}\simeq E_{n}+\mu _{B}B_{z}(m+2m_{s})}
Notiamo che il campo magnetico non rimuove la degenerazione in l che non compare nell'espressione dell'energia, ma rimuove la degenerazione in {\displaystyle m} o {\displaystyle m_{s}}.

### Campi forti
In questo caso per campi non troppo forti lo spin-orbita è ritenuta una perturbazione. Usando
{\displaystyle \left[-{\frac {\hbar ^{2}}{2m}}\nabla ^{2}+V(r)+\xi (r)\mathbf {L} \cdot \mathbf {S} +{\frac {\mu _{B}}{\hbar }}\left(\mathbf {L} +2\mathbf {S} \right)\cdot \mathbf {B} \right]\psi (r)=E\cdot \psi (r)}
e considerando lo spin-orbita come perturbazione al primo ordine si ottiene:
{\displaystyle \Delta E_{so}=\langle n,l,m,m_{s}|\mathbf {\xi } \mathbf {L} \cdot \mathbf {S} |n,l,m,m_{s}\rangle }
dove
{\displaystyle \langle \xi \rangle ={\frac {\hbar ^{2}}{2m^{2}c^{2}}}\left\langle {\frac {1}{r}}{\frac {dV(r)}{dr}}\right\rangle }
come si è visto sopra riguardo allo spin-orbita. In questo caso:
{\displaystyle \Delta E_{so}=\langle \xi (r)\rangle mm_{s}}
per cui l'energie totale in questo caso:
{\displaystyle E=E_{nl}+\mu _{B}B(m+2m_{s})+\langle \xi (r)\rangle mm_{s}}
Da notare che per {\displaystyle l=0} risulta {\displaystyle \Delta E_{so}=0}.

### Campi deboli
In questo caso il termine in B è piccolo rispetto allo spin-orbita, quindi scriviamo:
{\displaystyle H_{0}=-{\frac {\hbar ^{2}}{2m}}\nabla ^{2}+V(r)+\xi (r)\mathbf {L} \cdot \mathbf {S} }
mentre consideriamo perturbazione:
{\displaystyle H'=-{\frac {\mu _{B}}{\hbar }}\left(\mathbf {L} +2\mathbf {S} \right)\cdot \mathbf {B} }
Bisogna in questo caso le funzioni d'onda di {\displaystyle \mathbf {L} ^{2},\mathbf {S} ^{2},\mathbf {J} ^{2},J_{z}}. Si deve calcolare:
{\displaystyle \Delta E={\frac {\mu _{B}}{\hbar }}B\langle n,l,j,m_{j}|L_{z}+2S_{z}|n,l,j,m_{j}\rangle ={\frac {\mu _{B}}{\hbar }}B\langle n,l,j,m_{j}|J_{z}+S_{z}|n,l,j,m_{j}\rangle }
Dato che {\displaystyle J_{z}} commuta con l'operatore Hamiltoniano, il suo valor medio è calcolato subito, e vale {\displaystyle \hbar m_{j}}. Al contrario, {\displaystyle S_{z}} non è diagonale rispetto agli autostati dell'Hamiltoniano, e pertanto il suo calcolo si svolge con il lemma delle proiezioni.